# جون ميلر (راقصة)
جون ميلر (بالإنجليزية: June Miller)‏ هي راقصة أمريكية، ولدت في 12 يناير سنة 1902 في بوكوفينا، وتوفيت في سنة  1979 في فينيكس في الولايات المتحدة.